# Сурдо
Сурдо e музикален перкусионен инструмент от групата на мембранофонните инструменти. Има бразилски произход.
Сурдото има формата на голям том-том, като на него се свири с една палка, подобна на палките за малък барабан, но значително по-тънка.
Характерно за звукоизвличането при сурдото са така наречените „римшот“ и „латински первази“.
Използва се в самбата заедно с останалите инструменти от тази група: рипаникю, пандейро, куика, маракаси, малки барабани и сигнални свирки.